# Den europæiske rute for teglstensgotik
Den europæiske rute for teglstensgotik (engelsk: European Route of Brick Gothic, EuRoB; tysk: Europäische Route der Backsteingotik) er en turistrute, der forbinder byer i Danmark, Tyskland og Polen:
- Danmark: Roskilde, Haderslev, Næstved og Løgumkloster[1]
- Tyskland: Anklam, Bad Doberan, Brandenburg, Buxtehude, Frankfurt (Oder), Greifswald, Güstrow, Lüneburg, Neubrandenburg, Neukloster, Parchim, Prenzlau, Ribnitz-Damgarten, Rügen, Slesvig by, Schwerin, Stendal, Stralsund, Wismar og Wolgast[2]

- Polen: Chełmno, Gdańsk, Kamień Pomorski, Olsztyn, Płock, Sławno, Stargard Szczeciński, Szczecin og Toruń[3].

Disse byer rundt om Østersøen har værdifulde attraktioner i form af teglstensgotisk arkitektur.

## Galleri
- Haderslev Domkirke, Danmark
- Slesvig Domkirke, Tyskland
- Rådhuset i Lüneburg, Tyskland
- Den berømte kran på havnefronten i Gdańsk, Polen
- Rådhuset i Stargard Szczeciński, Polen
- Det gamle rådhus og huse i Stettin, Polen
- Konzerthalle i Frankfurt (Oder), Tyskland
- Roskilde Domkirke i Danmark